# I liga polska w hokeju na lodzie (2016/2017)
Sezon 2016/2017 rozgrywek I ligi hokeja na lodzie jako 61. edycja drugiego poziomu rozgrywek hokejowych w Polsce.
Na początku września 2016 władze PZHL, mając na uwadze, zaproponowały format tej edycji ligi przedstawiając pomysł podziału na dwie grupy: północną i południową. W późniejszym czasie tego miesiąca faktyczną chęć występów w tym sezonie zgłosiło pięć klubów (UKH Dębica, Hokej Poznań, ŁKH Łódź, MUKS Naprzód Janów, Zagłębie Sosnowiec) oraz SMS Sosnowiec, zamierzający wystawić drużynę szkoły do lat 18. Na początku października 2016 poinformowano, że do sezonu, którego start zaplanowano na 15 października 2016, przystąpi pięć drużyn oraz przedstawiono regulamin i terminach ligi.

## Uczestnicy
| Klub               | Trener                               | Asystent         | Kapitan      | Sponsor |
| ------------------ | ------------------------------------ | ---------------- | ------------ | ------- |
| Hokej Poznań       | Paweł Mateja                         | Juryj Ziankou    |              |         |
| Naprzód Janów      | Adrian Parzyszek i Wojciech Stachura |                  | Marek Pohl   |         |
| SMS U18 Sosnowiec  | Jarosław Morawiecki                  | Marek Batkiewicz |              | PZHL    |
| UKH Dębica         | Arkadiusz Burnat                     |                  |              |         |
| Zagłębie Sosnowiec | Waldemar Klisiak                     | Andrzej Wudecki  | Marcin Jaros |         |

## Sezon regularny
12 września 2013 przedstawiono terminarz sezonu regularnego, którego inaugurację wyznaczono na 14 września 2013; składał się z sześciu rund (drużyna rozegrała z każdym rywalem po trzy razy mecz i rewanż). W trakcie sezonu z ligi wycofał się klub 1928 KTH z Krynicy, który od tego czasu prowadził wyłącznie drużynę ekstraligową.

### Tabela
| Lp. | Zespół             | M  | Pkt | Z  | P  | ZPD | ZPK | PPD | PPK | G + | G - |
| --- | ------------------ | -- | --- | -- | -- | --- | --- | --- | --- | --- | --- |
| 1   | Zagłębie Sosnowiec | 24 | 63  | 19 | 2  | 1   | 2   | 0   | 0   | 179 | 53  |
| 2   | Naprzód Janów      | 24 | 61  | 20 | 3  | 0   | 0   | 0   | 1   | 210 | 62  |
| 3   | SMS U18 PZHL       | 24 | 28  | 9  | 14 | 0   | 0   | 0   | 1   | 88  | 115 |
| 4   | Hokej Poznań       | 24 | 21  | 6  | 16 | 1   | 0   | 1   | 0   | 97  | 154 |
| 5   | UKH Dębica         | 24 | 7   | 2  | 21 | 0   | 0   | 1   | 0   | 50  | 240 |

Legenda: Lp. = lokata, M = liczba rozegranych spotkań, Pkt = Liczba zdobytych punktów, Z = Zwycięstwa, P = Porażki, ZPD = Zwycięstwa po dogrywce, ZPK = Zwycięstwa po karnych, PPD = Przegrana po dogrywce, PPK = Przegrana po karnych, G+ = Gole strzelone, G- = Gole stracone,       = Awans do Play-off

## Faza play-off
Mistrzostwo I ligi zdobyła drużyna Naprzodu Janów, która pokonała w rywalizacji do trzech zwycięstw Zagłębie Sosnowiec 3:1; zwycięskiego gola w dogrywce czwartego meczu zdobył Łukasz Elżbieciak.
Półfinały (18, 19, 25, 26 lutego):
- Zagłębie Sosnowiec – UKH Dębica 3:0
  - Zagłębie Sosnowiec – UKH Dębica 17:0 (0:0, 2:1, 2:0)
  - Zagłębie Sosnowiec – UKH Dębica 29:0 (9:0, 13:0, 7:0)
  - UKH Dębica – Zagłębie Sosnowiec 3:17 (1:7, 2:9, 0:1)
- Naprzód Janów – Hokej Poznań 3:0
  - Naprzód Janów – Hokej Poznań 9:1 (4:0, 2:1, 3:0)
  - Naprzód Janów – Hokej Poznań 8:0 (2:0, 3:0, 3:0)
  - Hokej Poznań – Naprzód Janów 4:9 (2:1, 1:5, 1:3)

Finał (4, 5, 11, 12 marca):
- Zagłębie Sosnowiec – Naprzód Janów 1:3
  - Zagłębie Sosnowiec – Naprzód Janów 5:4 (1:2, 2:2, 2:0)
  - Zagłębie Sosnowiec – Naprzód Janów 3:6 (2:1, 1:3, 0:2)
  - Naprzód Janów – Zagłębie Sosnowiec 4:3 (1:1, 2:0, 1:2)
  - Naprzód Janów – Zagłębie Sosnowiec 4:3 d. (1:1, 1:0, 1:2, d. 1:0)